# Sugar Ray
Sugar Ray é uma banda de rock estadunidense  formada em 1986 na Califórnia. Seu nome é uma homenagem ao ex-lutador de boxe Sugar Ray Leonard. Originalmente, a banda possuía material no gênero nu-metal, entretanto, em 1997 alcançou maior popularidade com o seu single orientado ao pop de nome "Fly". O êxito da faixa levou a banda a mudar seu estilo musical para canções mais amigáveis ao rádio, com seus lançamentos subsequentes. Seu álbum mais vendido, 14:59 (1999), contém os singles populares "Every Morning", "Someday", seguido de um álbum auto-intitulado em 2001, contendo o single "When It's Over". Posteriormente, o Sugar Ray lançou os álbuns In the Pursuit of Leisure (2003), Music for Cougars (2009) e Little Yachty (2019).

## História
No seu primeiro álbum, Lemonade and Brownies, o Sugar Ray não alcançou muito sucesso, vindo estourar somente com o álbum Floored, principalmente com a música "Fly", que ficou entre as músicas mais tocadas em todo o mundo. Nesse álbum, a música "RPM" também obteve grande destaque.
A partir de Floored, a banda mudou bastante seu estilo, passando ao gênero conhecido como "beach rock", e mudando totalmente aquele do começo de carreira, que era classificado como uma mistura de funk metal, metal alternativo e hardcore. 14:59, já com os acústicos ao estilo beach rock, fez enorme sucesso e as músicas "Every Morning", "Someday", "Even Though" e "Falls Apart" estouram em todo mundo, com destaque para "Every Morning", que se tornou uma das músicas mais tocadas no final dos anos 1990, sendo bastante executada até os dias de hoje.
Em setembro de 1999, a banda foi indicada pela primeira vez ao Video Music Awards, o prêmio da MTV americana aos melhores clipes. A banda não levou, mas foi muito elogiada, e provou que sabe fazer bons vídeos clipes.
O Sugar Ray lançou outros álbuns, Sugar Ray e In the Persuit of Leisure, mas não obteve o mesmo sucesso dos trabalhos anteriores.       
Em 2002, a banda fez uma aparição no filme "Scooby-doo", da Warner Bros, filme que se passa na Ilha do Espanto. Aparecem na cena em que estão tocando e cantando para jovens, em uma área com piscina. Eles cantam a música "Words To Me".
Em julho de 2009, a banda lançou o álbum Music for Cougars, pela Pulse/Fontana/Universal, após uma pausa de 6 anos. No novo trabalho, despretensioso, segundo o próprio vocalista, a banda retorna ao estilo beach rock de seus maiores sucessos, deixando para trás o pop do álbum anterior, que acabou fracassando.
Um década após, em 2019, o grupo lança seu novo álbum, intutulado Little Yachty.

## Integrantes

#### Atuais
- Mark McGrath - voz
- Rodney Sheppard - guitarra, vocal de apoio
- Kristian Attard – baixo, teclados, vocal de apoio
- Dean Butterworth – bateria, percussão, vocal de apoio

#### Anteriores
- Murphy Karges - baixo, vocal de apoio
- Justin Bivona - baixo, vocal de apoio
- Stan Frazier - bateria, percussão, vocal de apoio
- Jesse Bivona - bateria, percussão, vocal de apoio
- Al Keith - percussão
- Craig Bullock - turntables, teclados, vocal de apoio

## Discografia
- Lemonade and Brownies (1995)
- Floored (1997)
- 14:59 (1999)
- Sugar Ray (2001)
- In the Persuit of Leisure (2003)
- Music for Cougars (2009)
- Little Yachty (2019)